# Бензолсульфонат никеля(II)
Бензолсульфонат никеля(II) — химическое соединение,
соль никеля и бензолсульфоновой кислоты
с формулой Ni(C6H5SO3)2,

растворяется в воде,
образует кристаллогидраты — зелёные кристаллы.

## Получение
- Растворение карбоната никеля(II) в водном растворе бензолсульфоновой кислоты:

{\displaystyle {\mathsf {NiCO_{3}+2C_{6}H_{5}SO_{3}H\ {\xrightarrow {}}\ Ni(C_{6}H_{5}SO_{3})_{2}+CO_{2}\uparrow +H_{2}O}}}

## Физические свойства
Бензолсульфонат никеля(II) образует кристаллы.
Растворяется в воде, метаноле, этаноле, диэтиловом эфире.
Образует кристаллогидрат состава Ni(C6H5SO3)2•6H2O — зелёные кристаллы
моноклинной сингонии,

параметры ячейки a = 2,23799 нм, b = 0,63016 нм, c = 0,69709 нм, β =  93,771°
.

## Применение
- В никельсодержащих катализаторах олигомеризации полимеров.